# 2000 Won
2000 Won (кор. 이천원) — южнокорейский мужской дуэт, образованный в 2013 году. Дуэт состоит из двух друзей: Ким Хё Бин и Ким Иль До, которые заняли четвёртое место на K-pop Star 2. Благодаря этому успеху, пара подписала контракт с Reve Entertainment в июле того же года, а в марте 2014 года дебютировали.

## Дебют
Относительно неизвестные, 2000 Won впервые появились на телевидении во второй серии K-pop Star Good Sunday с композициями Elevator певца Пак Джин Ёна; Sistar 나혼자 (Один); 개구쟁이 (Непослушный мальчик) Sanulrim; Lonely группы 2NE1 и Million Roses Син Со Бон. После увеличения популярности, дуэт подписал контракт с Reve Entertainment. Впоследствии 11 марта следующего года они объявили о своём предстоящем дебюте с песней «Beautiful». На следующий день оба они выпустили тизер для сингла и объявили, что их коллега певица Эйли будет участвовать в записи. Сингл был выпущен 14 марта.

## Участники
Участники Ким Хё Бин (김효빈) и Ким Иль До (김일도), родились в 1990 году, вместе росли в Кёнгидо и с детства были друзьями. Они восемь лет мечтали стать известной группой. Хё Бин — вокалист группы, а Иль До — рэпер.

## Дискография

### Синглы
| Год  | Название                 | Позиции в чартах | Позиции в чартах | Продажи (Digital download) | Альбом                 |
| Год  | Название                 | KORGaon          | KORBillboard     | Продажи (Digital download) | Альбом                 |
| ---- | ------------------------ | ---------------- | ---------------- | -------------------------- | ---------------------- |
| 2014 | «Beautiful» (feat Ailee) | 25               | —                | - KOR:88363+               | Digital Single         |
| 2014 | «I Hate Seoul»           | 43               | —                | - KOR:66410+               | 2000Won 1st Mini Album |
| 2015 | "Goodbam"                |                  |                  |                            | Goodbam Single         |
| 2017 | "Tears Attack"           |                  |                  |                            | Tears Attack Single    |